# Alcoleja
Alcoleja, en valencien et officiellement, (Alcolecha en castillan), est une commune d'Espagne de la province d'Alicante dans la Communauté valencienne. Elle est située dans la comarque du Comtat et dans la zone à prédominance linguistique valencienne.

## Géographie

Localisation d'Alcoleja
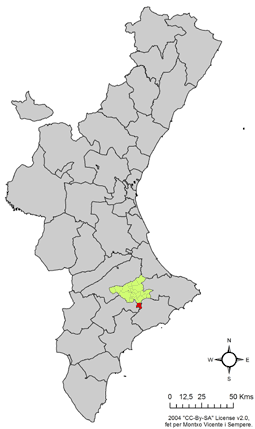
dans la Communauté valencienne.
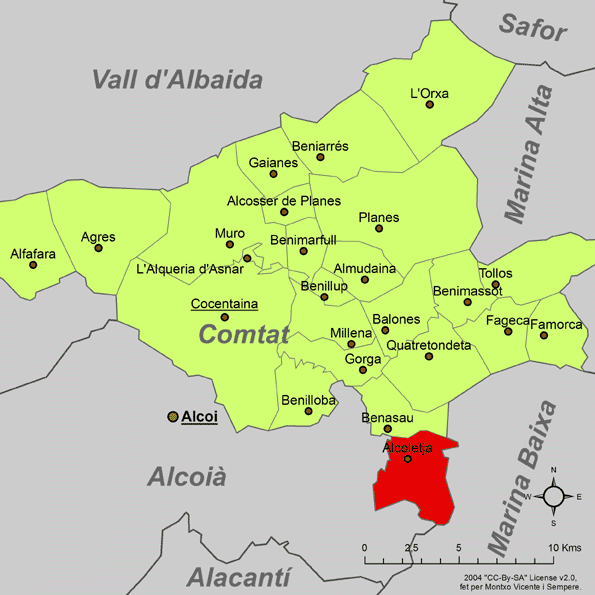
dans la comarque du Comtat.

### Sources
- (es) Varaciones de los municipios de España desde 1842, Ministerio de administraciones públicas, octobre 2008, 364 p. (lire en ligne) [PDF]